# Grand Prix automobile de Cleveland

Le Grand Prix automobile de Cleveland était une manche du championnat Champ Car (anciennement CART), qui se tenait chaque année sur l'aéroport Burke Lakefront à Cleveland dans l'Ohio.

## Noms officiels
Les différents noms officiels du Grand Prix automobile de Cleveland au fil des éditions :
- 1905 : Glenville Race
- 1927 : Cleveland 100
- 1929 : Cleveland 100
- 1982-1983 : Budweiser Cleveland 500
- 1984-1986 : Budweiser Cleveland Grand Prix
- 1987-1995 : Budweiser Grand Prix of Cleveland
- 1996-1997 : Medic Drug Grand Prix of Cleveland
- 1998-1999 : Medic Drug Grand Prix of Cleveland Presented by Firstar Bank
- 2000-2001 : Marconi Grand Prix of Cleveland Presented by Firstar Bank
- 2002 : Marconi Grand Prix of Cleveland Presented by U. S. Bank
- 2003 : U.S. Bank Presents the Cleveland Grand Prix
- 2004 : U.S. Bank Presents the Champ Car Grand Prix of Cleveland
- 2005-2006 : Champ Car Grand Prix of Cleveland Presented by U. S. Bank
- 2007 : Champ Car Grand Prix of Cleveland Presented by LaSalle Bank

## Palmarès
| Année     | Vainqueur          | Voiture                    | Championnat            | Résultats     |
| --------- | ------------------ | -------------------------- | ---------------------- | ------------- |
| 1905      | Charles Burman     | Peerless                   | AAA Championship Cars  | Résultats     |
| 1906-1926 | Pas de course      | Pas de course              | Pas de course          | Pas de course |
| 1927      | Frank Lockhart     | Miller (en)                | AAA Championship Cars  | Résultats     |
| 1928      | Pas de course      | Pas de course              | Pas de course          | Pas de course |
| 1929      | Wilbur Shaw        | Miller (en)                | AAA Championship Cars  | Résultats     |
| 1930-1981 | Pas de course      | Pas de course              | Pas de course          | Pas de course |
| 1982      | Bobby Rahal        | March-Cosworth             | CART World Series      | Résultats     |
| 1983      | Al Unser           | Penske-Cosworth            | CART World Series      | Résultats     |
| 1984      | Danny Sullivan     | Lola-Cosworth              | CART World Series      | Résultats     |
| 1985      | Al Unser Jr        | Lola-Cosworth              | CART World Series      | Résultats     |
| 1986      | Danny Sullivan     | March-Cosworth             | CART World Series      | Résultats     |
| 1987      | Emerson Fittipaldi | March-Chevrolet/Ilmor      | CART World Series      | Résultats     |
| 1988      | Mario Andretti     | Lola-Chevrolet/Ilmor       | CART World Series      | Résultats     |
| 1989      | Emerson Fittipaldi | Penske-Chevrolet/Ilmor     | CART World Series      | Résultats     |
| 1990      | Danny Sullivan     | Penske-Chevrolet/Ilmor     | CART World Series      | Résultats     |
| 1991      | Michael Andretti   | Lola-Chevrolet/Ilmor       | CART World Series      | Résultats     |
| 1992      | Emerson Fittipaldi | Penske-Chevrolet/Ilmor     | CART World Series      | Résultats     |
| 1993      | Paul Tracy         | Penske-Chevrolet/Ilmor     | CART World Series      | Résultats     |
| 1994      | Al Unser Jr        | Penske-Mercedes-Benz/Ilmor | CART World Series      | Résultats     |
| 1995      | Jacques Villeneuve | Reynard-Ford/Cosworth      | CART World Series      | Résultats     |
| 1996      | Gil de Ferran      | Reynard-Honda              | CART World Series      | Résultats     |
| 1997      | Alessandro Zanardi | Reynard-Honda              | CART World Series      | Résultats     |
| 1998      | Alessandro Zanardi | Reynard-Honda              | CART World Series      | Résultats     |
| 1999      | Juan Pablo Montoya | Reynard-Honda              | CART World Series      | Résultats     |
| 2000      | Roberto Moreno     | Reynard-Ford/Cosworth      | CART World Series      | Résultats     |
| 2001      | Dario Franchitti   | Reynard-Honda              | CART World Series      | Résultats     |
| 2002      | Patrick Carpentier | Reynard-Ford/Cosworth      | CART World Series      | Résultats     |
| 2003      | Sébastien Bourdais | Lola-Ford/Cosworth         | CART World Series      | Résultats     |
| 2004      | Sébastien Bourdais | Lola-Ford/Cosworth         | Champ Car World Series | Résultats     |
| 2005      | Paul Tracy         | Lola-Ford/Cosworth         | Champ Car World Series | Résultats     |
| 2006      | A.J. Allmendinger  | Lola-Ford/Cosworth         | Champ Car World Series | Résultats     |
| 2007      | Paul Tracy         | Panoz-Cosworth             | Champ Car World Series | Résultats     |